# Geologia de Mercúrio

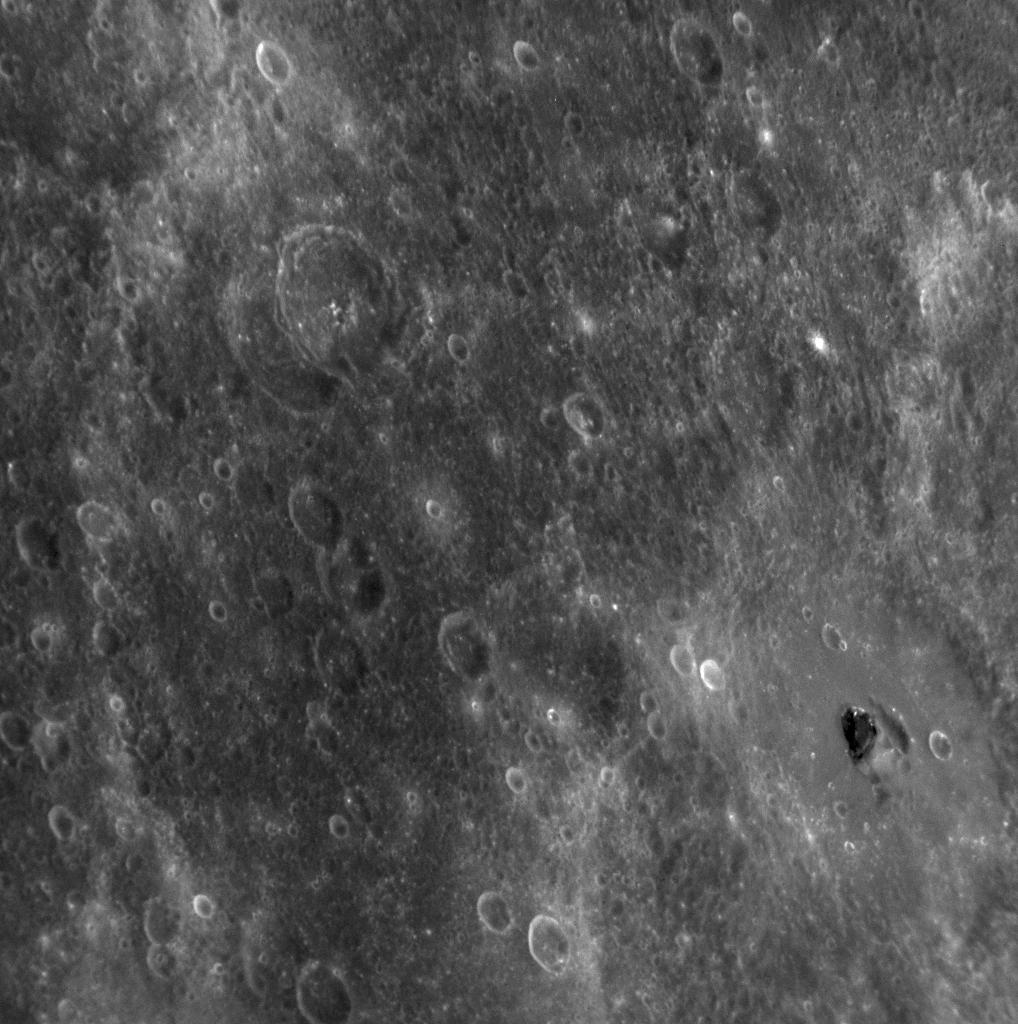
Área ainda inexplorada de Mercúrio.

A geologia de Mercúrio é composta por uma superfície dominada por crateras de impacto e planícies da lava. Outro aspecto curioso de sua geologia são os depósitos minerais dentro das crateras, provavelmente compostos por gelo. Todavia, nem tudo se sabe sobre sua geologia, pois cerca de 45% de sua superfície não fora mapeada. Seu interior contém um grande núcleo metálico, que equivale a 42% de seu volume total.